# Modelo de Wagner
El modelo de Wagner es un modelo reológico, desarrollado para la predicción de las propiedades viscoelásticas de polímeros. Puede ser considerado como una forma práctica, simplificada del modelo de Bernstein-Kearsley-Zapas. El modelo fue desarrollado por el doctor en ingeniería química Manfred Wagner.
Para las condiciones isotérmicas, el modelo puede ser escrito como:

{\displaystyle \mathbf {\sigma } (t)=-p\mathbf {I} +\int _{-\infty }^{t}M(t-t')h(I_{1},I_{2})\mathbf {B} (t')\,dt'}

Donde:
- {\displaystyle \mathbf {\sigma } (t)} es el tensor de Estrés en función del tiempo t,
- p es la presión
- {\displaystyle \mathbf {I} } es un tensor unitario
- M es la función de memoria, usualmente expresada como una suma de términos exponenciales para cada modo de relajación.

{\displaystyle M(x)=\sum _{k=1}^{m}{\frac {g_{i}}{\theta _{i}}}\exp({\frac {-x}{\theta _{i}}})}, donde para cada modo de relajación, {\displaystyle g_{i}} es el módulo de relajación y {\displaystyle \theta _{i}} es el tiempo de relajación;
- {\displaystyle h(I_{1},I_{2})} es el damping elongacional, función que depende del primer y segundo tensor invariante del Finger tensor {\displaystyle \mathbf {B} }.

La función de elongación es usualmente escrita como:

{\displaystyle h(I_{1},I_{2})=m^{*}exp(-n_{1}{\sqrt {I_{1}-3}})+(1-m^{*})exp(-n_{2}{\sqrt {I_{2}-3}})}

Para la función de endurecimiento elongacional igual a uno, la deformación e spequeña y tiende a cero, para deformaciones largas.
La ecuación de Wagner puede ser aplicada en casos no isotérmicos por medio de la corrección del factor desplazamiento de tiempo-temperatura.